# Новий Фольварк (Опольське воєводство)
Новий Фольварк (пол. Nowy Folwark) — село в Польщі, у гміні Намислув Намисловського повіту Опольського воєводства.
Населення — 72 особи (2011).
У 1975-1998 роках село належало до Опольського воєводства.

## Демографія
Демографічна структура станом на 31 березня 2011 року:
|          | Загалом | Допрацездатний вік | Працездатний вік | Постпрацездатний вік |
| -------- | ------- | ------------------ | ---------------- | -------------------- |
| Чоловіки | 38      | 7                  | 27               | 4                    |
| Жінки    | 34      | 5                  | 20               | 9                    |
| Разом    | 72      | 12                 | 47               | 13                   |